# Чехунова Марина Геннадіївна
Мари́на Генна́діївна Чехуно́ва (* 1982) — українська спортсменка; майстер спорту України міжнародного класу зі спортивного орієнтування.

## З життєпису
Народилась 1982 року; проживає в місті Харків. У віці п'яти років перенесла операцію, після якої практично повністю втратила слух. Почала займатися спортивним орієнтуванням в 1998 році. Її син також має вади слуху, пішов теж в спортивне орієнтування.
Дефлімпійський чемпіонат світу зі спортивного орієнтування-2006 (Угорщина), 15—19 серпня — 3 золоті нагороди і 1 срібна.
Чемпіонка ХХ та ХХІ літніх Дефлімпійських ігор зі спортивного орієнтування.
Срібна призерка Чемпіонату України-2014.